# Sidi Ali Benyoub (distrito)
Sidi Ali Benyoub é um distrito localizado na província de Sidi Bel Abbès, Argélia.[carece de fontes?] Sua capital é a cidade de mesmo nome.

## Comunas
O distrito está dividido em três comunas:
- Sidi Ali Benyoub
- Boukhanafis
- Tabya